# CKIS-FM
CKIS-FM, plus connue sous son nom commercial KiSS 92.5, est une station de radio canadienne anglophone émettant à la fréquence 92,5 MHz en modulation de fréquence dans la ville de Toronto, en Ontario. 
Radio à vocation musicale ayant une programmation dite « top 40 », soit centrée autour des succès du moment, elle appartient au groupe Rogers Media, filiale du groupe de télécommunication ontarien Rogers Communications. Elle est l'une des deux radios dite « top 40 » détenue par le groupe, l'autre station étant CHBN-FM basée à Edmonton.
Kiss a pour concurrent les stations de radio CIDC-FM, émettant en banlieue de Toronto, CKFM-FM, et CFXJ, toutes sur le même créneau musical, ainsi que la station CHUM-FM et WKSE basée à Buffalo, dans l'État de New York.